# Carpophilus dimidiatus
Carpophilus dimidiatus är en skalbaggsart som först beskrevs av Fabricius 1792.  Carpophilus dimidiatus ingår i släktet Carpophilus och familjen glansbaggar. Arten förekommer tillfälligt i Sverige, men reproducerar sig inte. Inga underarter finns listade i Catalogue of Life.